# (30) Uranie
(30) Uranie (désignation internationale (30) Urania) est un astéroïde de la ceinture principale, découvert par John Russell Hind le 22 juillet 1854.
Il est nommé d'après Uranie, muse de l'astronomie et de l'astrologie.

## Compléments